# Pavle (Patriarch)

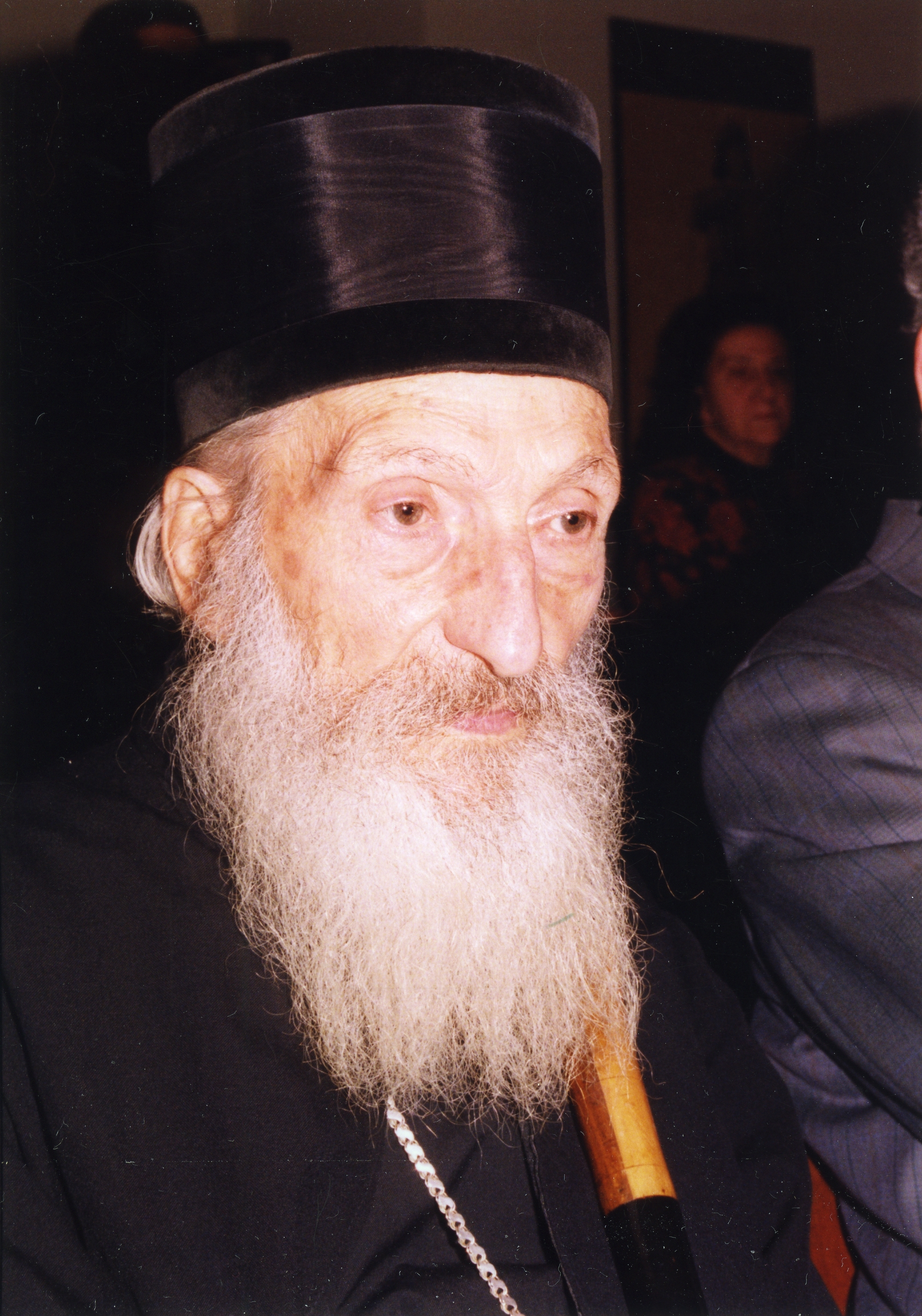
Pavle

Pavle (serbisch-kyrillisch Павле, bürgerlich Gojko Stojčević; * 29. Augustjul. / 11. September 1914greg. in Kućanci bei Donji Miholjac, Slawonien, Österreich-Ungarn; † 15. November 2009 in Belgrad, Serbien) war von 1990 bis zu seinem Tod der Metropolit von Belgrad und Karlovci, Erzbischof von Peć und der 44. Patriarch der Serbisch-Orthodoxen-Kirche.
Als Patriarch setzte sich Pavle für die Demokratisierung Serbiens ein, die auch eine unbeschränkte Arbeit der Serbisch-Orthodoxen-Kirche ermöglichen sollte. Pavle unterstützte aber lediglich die damalige nationalistische Opposition und den im Exil lebenden potentiellen serbischen Thronfolger Aleksandar Karađorđević, der für eine Wiedereinführung der Monarchie eintritt.
Pavle forderte bezugnehmend auf die Serben in Kroatien während des Kroatienkriegs nicht allein die Verbesserung ihrer Lage und Minderheitenschutz, sondern die Vereinigung aller „serbischen Gebiete“. Er war damit einer der wichtigsten Unterstützer für die Errichtung eines Großserbien und trug nach Ansicht von Kritikern auch zur Eskalation des Konfliktes bei.

## Leben

### Werdegang
Der junge Gojko verlor früh seine Eltern. Sein Vater ging als Gastarbeiter in die USA, kehrte krank zurück und verstarb, als Gojko drei Jahre alt war. Das gleiche Schicksal erlitt bald Gojkos Mutter. Er lebte fortan bei seiner Tante. Aufgrund seiner körperlichen Schwäche verschonte ihn seine Tante von jeglicher schwerer körperlicher Arbeit und kümmerte sich um seine schulische Ausbildung. Er besuchte das Gymnasium in Tuzla und danach, auch mit Einflussnahme seiner Familie, die theologische Schule in Sarajevo. 1936 begann er sein medizinisches (wegen des Zweiten Weltkriegs abgebrochen) und theologisches Studium in Belgrad. Um seinen Lebensunterhalt zu finanzieren, arbeitete er als Bauarbeiter, was seine Gesundheit angriff. Mit Ausbruch des Zweiten Weltkriegs holte ihn ein Schulfreund in ein Kloster, wo er bis zum Ende des Krieges blieb. Hier lernte Gojko das monastische Leben kennen. Daneben wirkte er als Religionslehrer für Flüchtlingskinder. In dieser Zeit erkrankte er an Tuberkulose und die Ärzte gaben ihm nur noch kurze Zeit zu leben. Er überstand die Krankheit und wurde 1946 Mönch mit dem Namen Pavle.
Ab 1950 lehrte Pavle an der theologischen Hochschule in Prizren. 1955 bis 1957 absolvierte er Postdiplom-Studien in Athen. 1957 wurde er zum Bischof der Eparchie Raszien-Prizren geweiht. Gleichzeitig war er weiter als Professor an der theologischen Hochschule in Prizren tätig.

### Patriarchenwahl
1990 wurde er zum Patriarchen der Orthodoxen Kirche in Serbien und der ihr nachgeordneten Kirchen gewählt. Anfangs als Außenseiter gehandelt, wurde er erst in der neunten Vorauswahl zu einem der drei Kandidaten für das Patriarchenamt. Als weitere Kandidaten waren jedes Mal die Bischöfe Sava und Stefan gewählt worden. Gemäß der Wahlordnung der Orthodoxen Kirche müssen zuerst drei Kandidaten für das Patriarchenamt gewählt werden, danach beginnt die „apostolische Art der Wahl“, d. h. die eigentliche Patriarchenwahl. Diese verläuft so, dass drei Kuverts mit den Namen der Kandidaten in eine Urne gegeben werden und dann ein Name gezogen wird. Der Abt Antonije zog ein Kuvert, und der älteste Bischof, Metropolit Vladislav, las den Namen des neuen Patriarchen: Pavle.

### Wirken als Patriarch

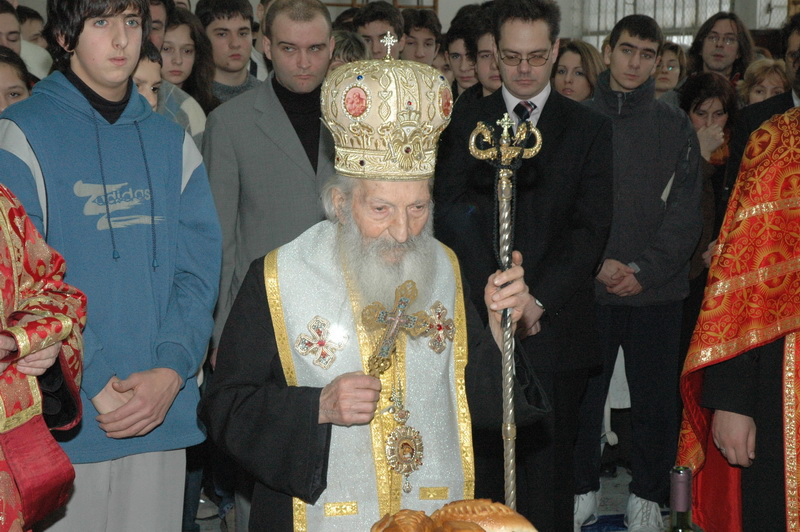
Patriarch Pavle (2005)

Kaum zum Patriarchen gewählt, erlebte er den Zerfall Jugoslawiens und die daraus resultierenden Jugoslawienkriege. Seine Unterstützung besonders der serbischen Seite brachte Pavle Kritik ein, obwohl er sich öffentlich gegen Krieg und Gewalttaten ausgesprochen hat. Auch wurde ihm eine Nähe zu Radovan Karadžić vorgeworfen.
Schon als Bischof leitete Pavle die Kommission der Heiligen Synode der Serbisch-Orthodoxen Kirche für die Neuübersetzung des Neuen Testaments. Diese wurde 1984 veröffentlicht.
1993 betrieb er die Gründung der Akademie der Künste und Konservierung in Belgrad.
Während seiner Amtszeit wurden die theologischen Hochschulen in Cetinje 1992 und in Kragujevac 1997 gegründet, darüber hinaus die theologische Akademie in Foča 1994.
Nach der Wende in Serbien nach dem 5. Oktober 2000 forderte Pavle die Bevölkerung mehrmals öffentlich auf, sich an Wahlen zu beteiligen, so wie er es tue. Dabei wurde ihm eine Nähe zu Zoran Đinđić, Boris Tadić und Vojislav Koštunica nachgesagt, was von rechten und linken Parteien kritisiert wurde. Patriarch Pavle setzte sich für eine „deideologische Demokratie“ ein, d. h. frei von politischen Ideologien.
Im Oktober 2008 reichte der zu dem Zeitpunkt 94-jährige Pavle eine Bitte an die Synode, ihn vom aktiven Dienst zu entlassen. Die Bitte wurde von der Synode vorläufig nicht angenommen, und dem Patriarchen wurde ein Vertreter zur Seite gestellt. In den letzten Jahren konnte Pavle aufgrund seines hohen Alters und den daraus folgenden Krankheiten nicht allen seinen Aufgaben als Patriarch nachgehen.

## Zitate
- „Die Gebiete, auf denen das serbische Volk seit Jahrhunderten lebte [...] dürfen nicht innerhalb eines wie immer gearteten unabhängigen Kroatiens zurückbleiben. Sie müssen sich vielmehr unter einem vereinigten Dach zusammen mit dem heutigen Serbien sowie allen serbischen Krajinas wiederfinden.“ –  in einem Brief an den EG-Vermittler Lord Carrington im Oktober 1991.[2]

- „Wenn ich die Wahl hätte zwischen einem großen Serbien, welches aber böse ist, und einem kleinen Serbien, welches aber gut ist, dann wähle ich das kleine Serbien.“ – auf die Frage, ob er die Idee eines Großserbiens unterstütze.

- „Ich will keinen Wagen haben, solange nicht jeder albanische und serbische Haushalt in Kosovo einen hat.“ – auf die Frage, warum jeder Bischof der Serbisch-orthodoxen Kirche einen Dienstwagen habe, er dagegen öffentliche Verkehrsmittel benutze.

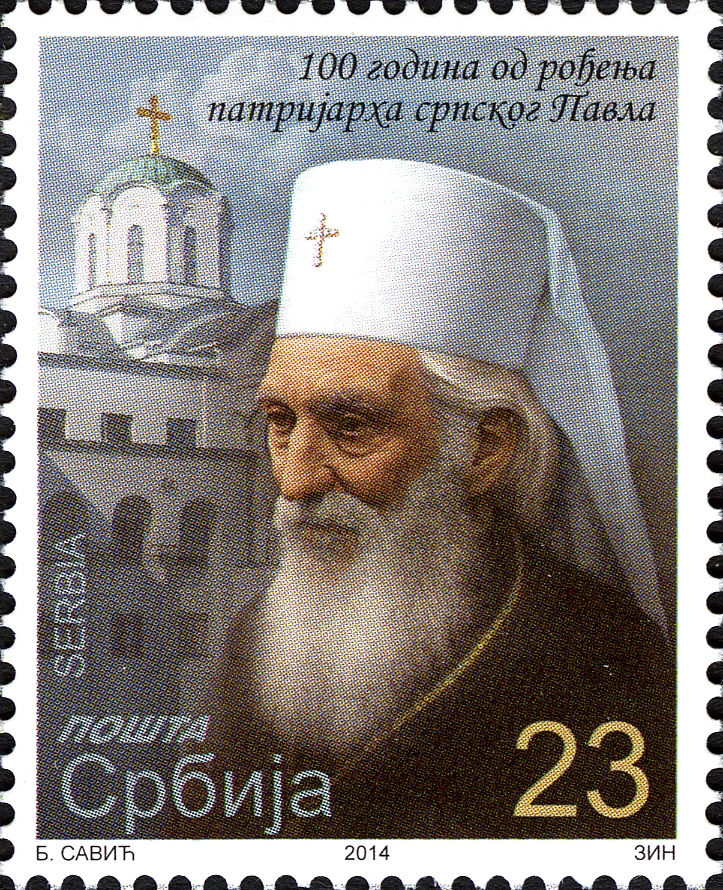
Pavle auf einer Briefmarke

## Werke
Zu seinen Schriften zählen u. a.:
- Pitanja i odgovori čtecu pred preoizvodstvom, 1988
- Devič, manastir Svetog Joanikija Devičkog (Devič, das Kloster des Heiligen Johannis von Devič), 1989
- Molitve i molbe (Gebete und Bitten), 1990
- Da nam budu jasnija neka pitanja naše vere, I, II, III (Auf dass uns verständlicher werden einige Fragen unseres Glaubens, I, II, III), 1998

Außerdem ist er Mitverfasser zahlreicher Liturgiebücher und Publikationen.